# Christa Nüsser
Christa Nüsser (* 1953 oder 1954) ist eine ehemalige deutsche Fußballspielerin.

## Karriere
Nüsser gehörte als Abwehrspielerin zunächst dem Bonner SC an, mit dem sie – an der Seite ihrer Schwester Charlotte und Beverly Ranger – am 15. Juni 1975 im Sportpark des Bonner Stadtteils Pennenfeld im Stadtbezirk Bad Godesberg das zweite ausgetragene Finale um die Deutsche Meisterschaft – nach zweimaligen Rückstand – mit 4:2 gegen den FC Bayern München gewann. Am 17. Juni 1978 – seit 1976 (gemeinsam mit ihrer Schwester Charlotte) für das Wohlleben-Team SC 07 Bad Neuenahr spielend – erreichte sie erneut das Finale um die Deutsche Meisterschaft, das sie im heimischen Apollinarisstadion gegen den FC Hellas Marpingen mit ihren beiden Toren in der 12. und 45. Minute allein entschied. 1979 erfolgte das Aus gegen den FC Bayern München bereits im Viertelfinale, 1980 gegen den KBC Duisburg im Halbfinale; danach beendete sie ihre Spielerkarriere.

## Sonstiges
Im Jahr 1973 erhielt sie im Alter von 19 Jahren, wie auch ihre Bonner Mitspielerin Monika Bädorf, vom italienischen Verein Gamma Padua ein Angebot über 50.000 DM Handgeld und ein Monatsgehalt von 3.000 DM. Dafür sollten sie in Italiens Damen-Profiliga spielen. Die beiden jungen Frauen lehnten das Angebot jedoch ab. Zu dieser Zeit wurde die erste Deutsche Meisterschaft der Damen ausgelobt; außerdem versprachen private Gönner, darunter auch Bundestagsabgeordnete und Diplomaten, den Sportlerinnen für den Titelgewinn in Deutschland Bargeld.